# Mahinda

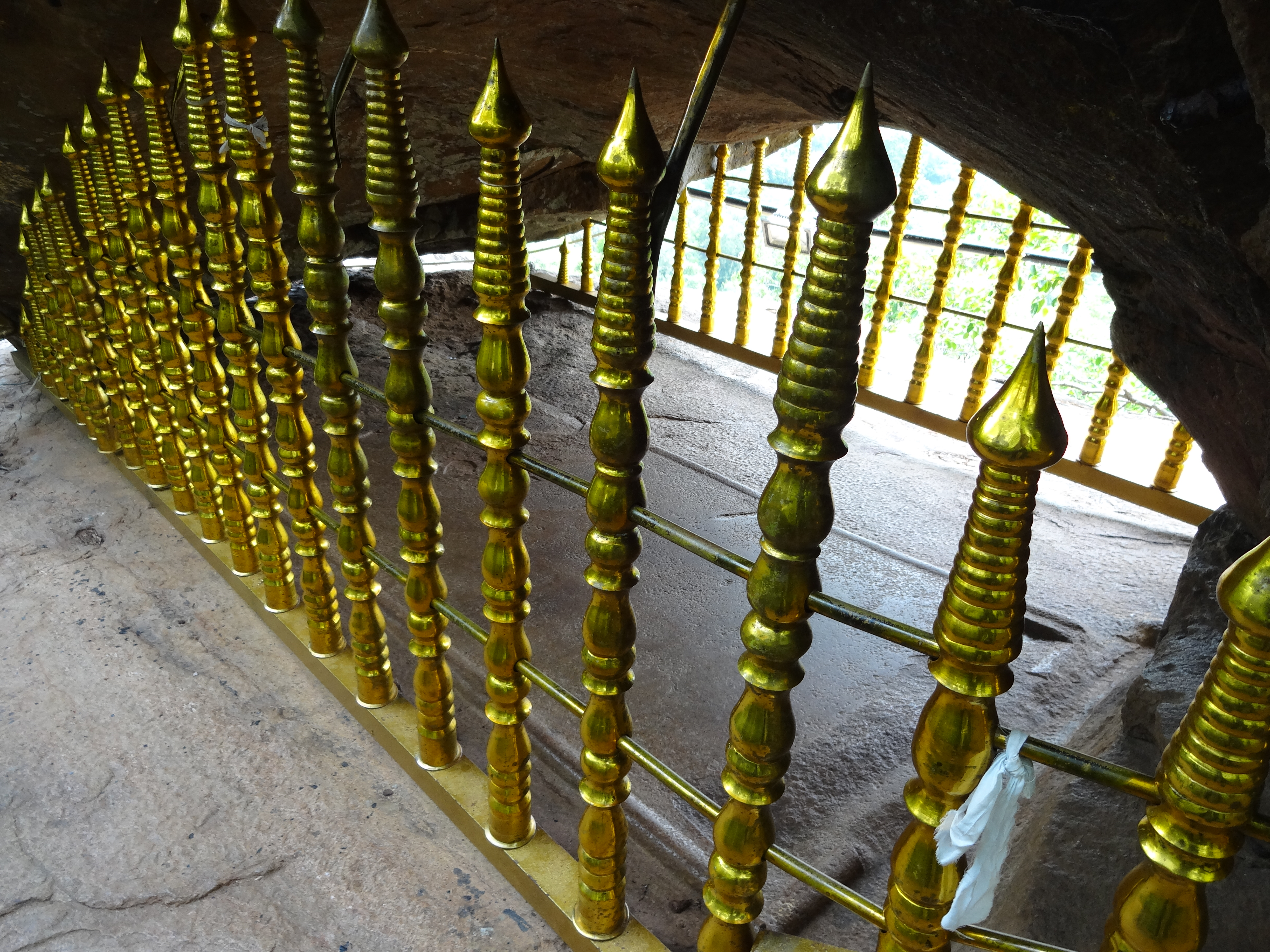
Mahindova postel v Mihintale

Mahinda (v sanskrtu महिन्द्र) (narozen ve 3. století př. n. l. v Magadze - dnešní Bihár v Indii) byl buddhistický mnich, který přinesl buddhistické učení na Cejlon (dnešní Srí Lanka). Byl synem panovníka Ašóky a jeho manželky Dévi z Maurjovské říše.
Vyrůstal ve Vidiše, sídle jeho matky. Ve dvaceti letech získal plnou mnišskou ordinaci pod vedením Móggaliputty Tissy, duchovního učitele Mahindova otce. Po třetím buddhistickém koncilu (kolem roku 250 př. n. l.) na popud Móggaliputty Tissy se Mahinda společně s dalšími mnichy vydal na Cejlon šířit buddhistickou nauku (sa. dharma; p. dhamma). Buddhismus na Srí Lance pevně zakotvil a dodnes je jedním z hlavních středisek théravádové tradice.